# Lerina robinsoni
Lerina robinsoni är en fjärilsart som beskrevs av Jean Baptiste Boisduval 1869. Lerina robinsoni ingår i släktet Lerina och familjen björnspinnare. Inga underarter finns listade i Catalogue of Life.